# 蕭柯
蕭柯（1457年—1518年），字升榮，號默庵，江西吉安府萬安縣人，民籍，明朝政治人物。

## 生平
江西鄉試第二十二名舉人。弘治六年（1493年）中式癸丑科二甲第十四名進士。改翰林院庶吉士，弘治八年（1495年）十月，授雲南道监察御史，巡视京城，监督马政，巡按四川，监四川乡试。丁忧，服阕，十二年十月復除浙江道御史，官至济南府知府，正德六年（1511年）正月考察以不謹閑住。有《松鹤轩文集》藏于家。

## 家族
曾祖蕭桂存；祖父蕭用器；父蕭時舉，母曾氏。具庆下。弟升文。